# Bill Roycroft
James William „Bill“ George Roycroft, OBE, (* 17. März 1915 in Flowerdale, Victoria; † 29. Mai 2011 in Camperdown, Victoria) war ein australischer Vielseitigkeitsreiter. Er gewann bei Olympischen Spielen eine Goldmedaille und zwei Bronzemedaillen.

## Leben und sportliche Karriere
Bill Roycroft wurde auf einer Farm in den Ausläufern der Great Dividing Range geboren. Im Alter von 14 Jahren verließ er die Schule und war dann in den verschiedensten Berufen tätig, bis er bei Ausbruch des Zweiten Weltkriegs zur Australian Army musste. Die größte Zeit des Krieges verbrachte er auf Neuguinea. Nach Kriegsende erhielt er von der australischen Regierung ein Stück Land. Er kaufte sich Pferde zur Unterstützung bei der Farmarbeit, beteiligte sich aber bald an Reitsportwettbewerben. Nachdem er 1956 nicht in die Olympiamannschaft berufen worden war, nahm Bill Roycroft im Alter von 45 Jahren erstmals an Olympischen Spielen teil.

### Olympische Spiele 1960
Bei den Olympischen Spielen 1960 in Rom bestand die australische Mannschaft in der Vielseitigkeitsprüfung aus Brian Crago, Neale Lavis, Lawrence Morgan und Bill Roycroft, der mit Our Solo teilnahm. Nach Dressur und Geländeritt führte Morgan vor Crago und Lavis, so dass die Mannschaftswertung eigentlich entschieden war. Roycroft hingegen hatte sich bei einem Sturz verletzt, war aber aufgestanden und hatte mit Our Solo das Ziel erreicht. Dann war er mit dem Hubschrauber ins Krankenhaus transportiert und dort sediert worden. Für den Gewinn von Mannschaftsgold waren auf jeden Fall drei Pferde erforderlich, es gab nur ein Streichergebnis. Das Pferd von Crago wurde von den Tierärzten für das abschließende Springreiten von der Startliste genommen. Daraufhin wurden Roycroft Schmerzmittel verabreicht und er wurde auf eigenes Risiko aus dem Krankenhaus entlassen. Nahezu bewegungsunfähig zogen ihm die Mannschaftskameraden die Reitkleidung an und setzten ihn aufs Pferd. In der Einzelwertung gewann Morgan vor Lavis und dem Schweizer Anton Bühler. In der Mannschaftswertung hing der Olympiasieg davon ab, dass Roycroft das Ziel erreichte. Dies gelang ihm mit null Fehlerpunkten, womit der Olympiasieg für das Team feststand. In der Einzelwertung war Roycroft durch seinen Sturz im Gelände weit zurückgefallen und wurde nach seinem fehlerfreien Schlusswettbewerb Elfter der Gesamtwertung.

### Weitere Olympiateilnahmen
Vier Jahre später bei den Olympischen Spielen 1964 in Tokio ritt Bill Roycroft Eldorado. Im Einzelwettbewerb wurde er als bester Australier Siebter. Zusammen mit Brien Cobcroft und John Kelly wurde Roycroft auch in der Mannschaftswertung Siebter, das Streichergebnis lieferte Neale Lavis.
An den Olympischen Spielen 1968 in Mexiko-Stadt nahm Roycroft mit seinem Pferd Warrathoola teil. Im Einzelwettbewerb platzierte er sich als drittbester Australier auf dem 15. Rang. Die australische Mannschaft mit Wayne Roycroft, Brien Cobcroft und Bill Roycroft erreichte den dritten Platz hinter den Mannschaften aus dem Vereinigten Königreich und aus den Vereinigten Staaten. Der vierte australische Reiter James Scanlon kam nicht in die Wertung.
Bill Roycroft und Warrathoola starteten auch bei den Olympischen Spielen 1972 in München. Sie belegten im Einzel den sechsten Platz vor dem zweitbesten Australier Richard Sands auf dem siebten Platz. In der Mannschaftswertung reichte das Ergebnis von Brian Schrapel nur für den vierten Platz hinter den Briten und den Teams aus den Vereinigten Staaten und der Bundesrepublik Deutschland. Nicht in die Wertung kam James Roycroft als vierter Australier.
1976 trat Bill Roycroft auf Version bei den Olympischen Spielen 1976 in Montreal an. In der Einzelwertung war er als 16. drittbester Australier. Die Teamwertung gewann die Equipe aus den Vereinigten Staaten vor der Mannschaft aus der Bundesrepublik Deutschland. Wayne Roycroft, Mervyn Bennett, Bill Roycroft und Denis Pigott erhielten die Bronzemedaille, wobei Pigotts Ergebnis nicht in die Mannschaftspunktzahl eingerechnet wurde.

## Ehrungen
Bereits 1969 wurde Bill Roycroft als Officer in den Order of the British Empire aufgenommen. 1985 gehörte Bill Roycroft zu den ersten Aufnahmen in die neu gegründete Sport Australia Hall of Fame. 1996 wurde sein Status in der Hall of Fame zur Legende des australischen Sports aufgewertet. Bei der Eröffnungsfeier der Olympischen Spiele 2000 in Sydney trugen acht frühere australische Olympiasieger die Olympische Flagge ins Stadion: Bill Roycroft, Murray Rose, Liane Tooth, Gillian Rolton, Marjorie Jackson, Lorraine Crapp, Michael Wenden und Nicholas Green.

## Familie
Bill Roycroft ist der Vater von Barry, James und Wayne Roycroft, die alle als Reiter an Olympischen Spielen teilnahmen, wie auch Vicki Roycroft, die Ehefrau von Wayne.